# موکوجین
موکوجین (به ژاپنی: 木人（もくじん）، به معنای "شخص چوبی") یک شخصیت خیالی در سری بازی‌های ویدئویی Tekken است که شرکت Namco Bandai Games است. موکوجین اولین بار در سال ۱۹۹۷ در بازی ویدیویی Tekken 3 ظاهر شد. موکوجین سبک مبارزه خود را ندارد. در عوض، او سبک‌های مبارزه را از شخصیت‌های دیگر تقلید می‌کند، که از مسابقه‌ای به مسابقه دیگر متفاوت است.

## ظواهر

### در سری بازی‌های ویدیویی Tekken
موکوجین یک آدمک آموزشی است که از درختی ۲۰۰۰ ساله ساخته شده‌است. او در حضور شیطان بزرگ زنده می‌شود و گفته می‌شد زمانی که بشریت نتواند با آنها مقابله کند آخرین راه حل جهان خواهد شد. در حالی که به نظر می‌رسد او لال است ("صدای" او صدای کلیک چوب است)، او قادر است با استفاده از تله پاتی با انسان‌ها ارتباط برقرار کند. با توجه به تجربه ای که به عنوان یک آدمک دارد، می‌تواند از هر سبک مبارزه ای تقلید کند. در Tekken 3، زمانی که Ogre، خدای مبارزه، آزاد شد، موکوجین بیدار می‌شود. پس از اینکه جین کازاما اوگر را در تورنمنت ۳ پادشاه مشت آهنین شکست داد، موکوجین بار دیگر بی‌جان شد، اما لبخندی بر لب داشت. در Tekken 5، با بیدار شدن یک موجود شیطانی قدرتمند دیگر (Jinpachi Mishima)، موکوجین بار دیگر زنده شده‌است. پس از شکست جینپاچی میشیما، موکوجین دوباره بی جان شد. در Tekken 6، موکوجین دوباره زمانی زنده می‌شود که یک موجود شرور بزرگ و منبع ژن شیطان، Azazel بیدار شد. به غیر از سری اصلی، موکوجین در بازی غیر متعارف Tekken Tag Tournament و دنباله آن Tekken Tag Tournament 2 ظاهر می‌شود. او همچنین به عنوان یکی از باس‌های ماقبل آخر غیرقابل بازی در بازی رایگان Tekken Revolution ظاهر می‌شود.

### تتسوجین
تتسوجین (鉄人（てつじん）، به معنای "شخص آهنین") اولین بار در مسابقات تگ Tekken ظاهر شد. در حالی که موکوجین از چوب ساخته شده‌است، تتسوجین از آهن ساخته شده‌است. هر دو شخصیت از سبک‌های مبارزه شخصیت‌های دیگر استفاده می‌کنند و هر دو سبک مبارزه را بین هر دور تغییر می‌دهند. در حالی که "سبک مبارزه" موکوجین به عنوان "Mokujin-ken" نامیده می‌شود، Tetsujin "Tetsujin-ken" نامیده می‌شود و به همین ترتیب تنها جمله ای است که در صفحه نمایش حرکت لیست نوشته شده‌است. او به ندرت در بازی‌های بعدی ظاهر می‌شود، اگرچه می‌توان Mokujin را طوری تنظیم کرد که در قسمت‌های بعدی شبیه Tetsujin شود. Tetsujin همچنین به عنوان یکی از باس‌های ماقبل آخر غیرقابل بازی در بازی رایگان Tekken Revolution و Tekken (موبایل) ظاهر می‌شود.

### کینجین
کینجین (金人（キンじん）، Kinjin، روشن. "gold(en) person") یک شخصیت رئیس مخفی غیرقابل بازی در بازی رایگان Tekken Revolution است. طراحی او احتمالاً بر اساس یک تخم مرغ عید پاک در نسخه کنسول Tekken Tag Tournament است، جایی که رعایت برخی الزامات باعث می‌شود رنگ نقره ای معمولی Tetsujin طلایی شود. در Tekken Revolution، او اساساً Tetsujin از طلا ساخته شده‌است که تاج، عینک، سبیل، پاپیون و شنل بر سر دارد. او به همراه Mokujin, Tetsujin, Heihachi Mishima و Jinpachi Mishima یکی از باس‌های ماقبل آخر مرحله ۷ در حالت Arcade است.

### سایر ظواهر
Mokujin در Namco x Capcom به عنوان یک ساختگی آموزشی ظاهر می‌شود. در Street Fighter X Tekken, Pac-Man با استفاده از یک مکانیک کوچک که شبیه موکوجین طراحی شده‌است، مبارزه می‌کند. در خارج از بازی‌های ویدیویی، موکوجین در فیلم CGI Tekken: انتقام خون در سال ۲۰۱۱ به عنوان طلسم جشنواره بین‌المللی مدرسه کیوتو ظاهر می‌شود که شخصیت‌های اصلی در آن شرکت می‌کنند. بعداً مشخص شد که معبد کیوتو مقبره ای از ارواح باستانی موکوجین را پنهان می‌کند که به شکل جنگل اطراف معبد است. هیهاچی از این برای مبارزه با شیطان جین سوء استفاده می‌کند، اگرچه شکست می‌خورد و احتمالاً روحش ناپدید می‌شود. موکوجین همچنین در سری Ridge Racer به‌عنوان برندسازی در علائم و در Kamata Fiera در Ridge Racer 7 مورد اشاره قرار گرفته‌است. اهداف آموزشی موکوجین در مسابقات Pokken در پس‌زمینه یکی از مراحل مبارزه بازی ظاهر می‌شود.

## نقدها و نمرات
Gaming Target موکوجین را در رتبه هفتم فهرست ۱۱ مبارز برتر Tekken قرار داد.[4] GamesRadar این شخصیت را در فهرست «۲۸ مورد از محبوب‌ترین درختان بازی ویدیویی تا کنون» فهرست کرده‌است، مجموعه‌ای از پاسخ‌ها برای این سؤال که «درخت بازی ویدیویی مورد علاقه شما چیست و چرا؟» 1UP.com از او به عنوان یکی از شخصیت‌هایی یاد کرد که می‌خواستند در Street Fighter X Tekken ببینند، و اضافه کرد که Mokujin «چالشی را برای بازیکنان متخصصی که می‌خواهند ثابت کنند بر همه افراد در بازی تسلط دارند، فراهم می‌کند.»
کمپلکس این حقیقت را که موکوجین در تکن ۶ سینه دارد به عنوان دیوانه‌کننده‌ترین لحظه تکن سیزدهم رتبه‌بندی کرد و گفت: «از زمانی که هاوارد اردک را با صحنهٔ جوان‌های اردکی شیطنتش دیدیم، اینقدر آشفته نبوده‌ایم.» در سال ۲۰۱۲، او در فهرست قرار گرفت. یکی از «مضحک‌ترین» شخصیت‌های Tekken Tag Tournament 2 توسط Game Informer، که بیان کرد، یک «دومی آموزشی» نمی‌تواند سبک مبارزه خود را داشته باشد و اگر داشته باشد باید به آن «بی حرکت بایستید و این مزخرفات را بیرون کنید». شما چون یک آدمک آموزشی احمق هستید." بازی‌های رایانه ای و ویدیویی با همکار خود در Game Informer موافقت کردند و موکوجین را در لیست "بدترین شخصیت‌های Tekken تا کنون" قرار دادند و افزودند "وقتی بهترین امید بشریت در برابر یک هیولای آتشین است. از چوب و شاخه‌ها ساخته شده‌است، احتمالاً وقت آن رسیده که فقط به خرید یک تفنگ فکر کنید." موکوجین به عنوان پنجمین "ترسناک‌ترین شخصیت پلی استیشن" توسط مجله رسمی پلی استیشن انتخاب شد زیرا می‌تواند حرکات دشمنان را کپی کرده و جنسیت خود را تغییر دهد.

## حضور در بازی‌ها
- تکن ۳ (۱۹۹۷)
- تکن رقابت کارتی (۱۹۹۹)
- تکن تگ تورنومنت (۱۹۹۹)
- تکن ۵ (۲۰۰۴)
- تکن ۶ (۲۰۰۷)
- تکن تگ تورنومنت ۲(۲۰۱۱)
- تکن ۳بعدی: نسخه نخست (۲۰۱۲)
- استریت فایتر در مقابل تکن (۲۰۱۲)
- تکن رولوشن (۲۰۱۳)